# Olha Kobyljanska
Olha Joelianivna Kobyljanska (Oekraïens: Ольга Юліанівна Кобилянська) (Gura Humorului (Oostenrijk-Hongarije), 27 november 1863 - Tsjernivtsi (indertijd Roemenië), 21 maart 1942) was een Oekraïense modernistische schrijfster en feministe.

## Biografie
Kobyljanska werd geboren in Gura Humorului, in de regio Boekovina. Ze was de vierde van in totaal zeven kinderen en stamde via haar vader af van de Oekraïense adel uit Centraal-Oekraïne. Haar moeder was Duits, gepoloniseerd (de Poolse taal en cultuur eigen gemaakt) en Grieks-katholiek gedoopt. Via haar moeder was Kobyljanska verwant aan de Pruisische dichter, toneelschrijver en priester Zacharias Werner.
Kobyljanska was voornamelijk autodidact en ontving slechts vier jaar formeel onderwijs in de Duitse taal. Ze schreef haar eerste werken in het Duits. Daarnaast sprak ze zowel Oekraïens als Pools. Toen ze vijf jaar was verhuisde het gezin naar Suceava, waar Kobyljanska's vader werk had gevonden. In 1889 verhuisde ze naar het landgoed van haar moeders ouders in het dorp Dymka (tegenwoordig gelegen in de oblast Tsjernivtsi).
Twee jaar later vertrok Kobyljanska naar Tsjernivtsi, waar ze verschillende feminsten ontmoette. In 1894 was ze een van de initiatiefnemers van de Vereniging van Roetheense Vrouwen in Boekovina, waarvan ze in de brochure schreef over het idee van de feministische beweging. Een van haar meest prominente werken waarin ze haar politieke en sociale opvattingen vastlegde, was de roman Tsarivna (Царівна; 'Prinses'), die in 1896 verscheen.
In diezelfde periode schreef ze ook het korte verhaal Arystokratka (Аристократка; 'Edelvrouw'), dat als baanbrekend gold. Het gaat namelijk over de liefde tussen personen van hetzelfde geslacht en was deels gebaseerd op Kobyljanska's eigen ervaringen. Immers, door de jaren heen had Kobyljanska romantische dan wel seksuele relaties met zowel mannen als vrouwen.
Haar werken staan bekend om hun impressionistische, lyrische beschrijvingen van de natuur en subtiele psychologische portretten, waarvoor Kobyljanska zich liet inspireren door George Sand en Friedrich Nietzsche. In veel van haar verhalen verbeeldde ze de strijd tussen goed en kwaad en de mystieke kracht van de natuur, predestinatie, magie en het irrationele.
In totaal verschenen er circa vijftig boeken en korte verhalen van haar hand. Deze werken zijn in veelvoud gepubliceerd en in verschillende talen vertaald.
In het gebouw waar ze in Tsjernivtsi woonde, werd in 1944 een literair herdenkingsmuseum geopend. In 1973 werd er in Dymka eveneens een museum geopend ter nagedachtenis van Kobyljanska.

## Galerij

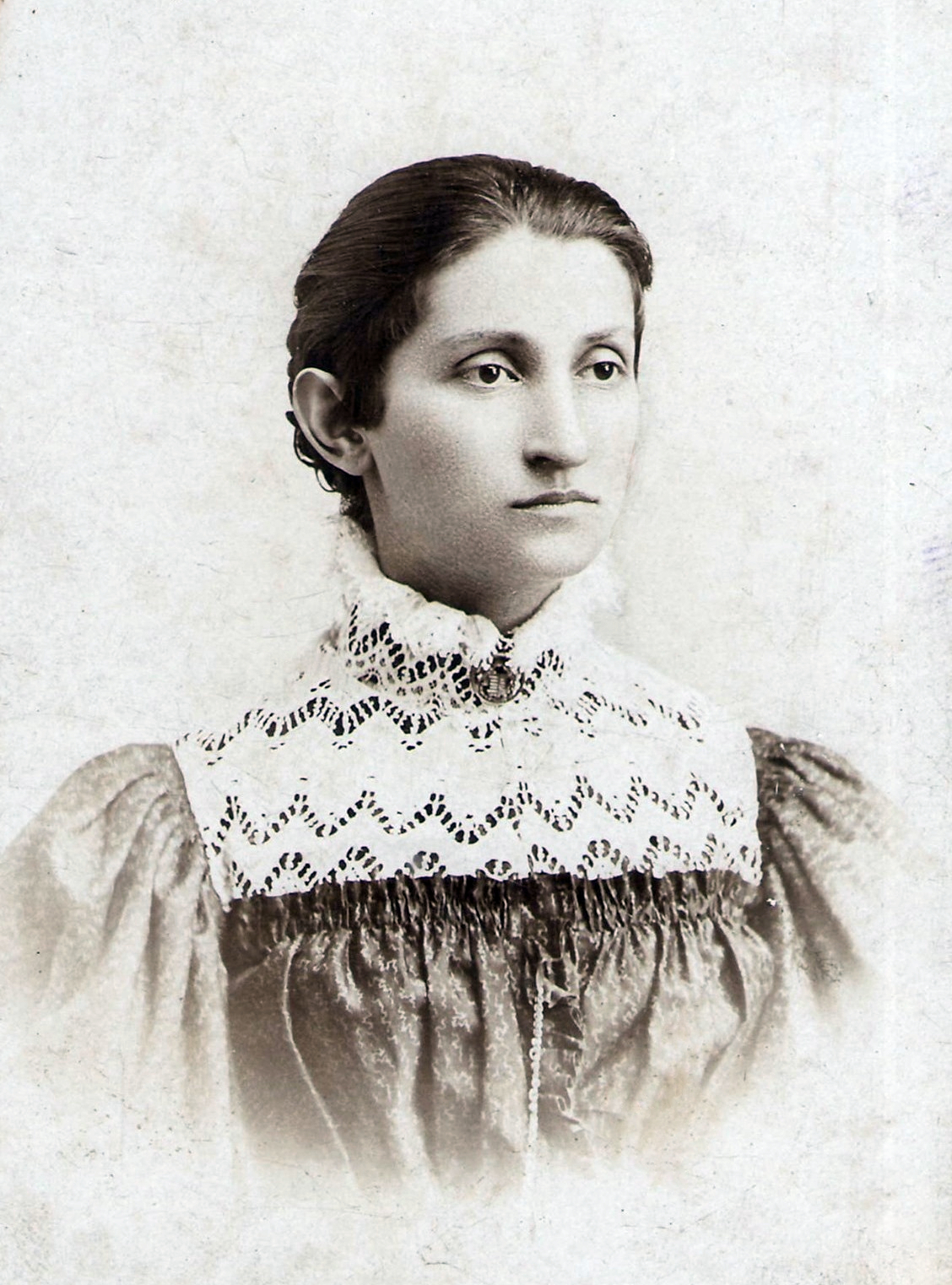
Olha Kobyljanska, 1882.
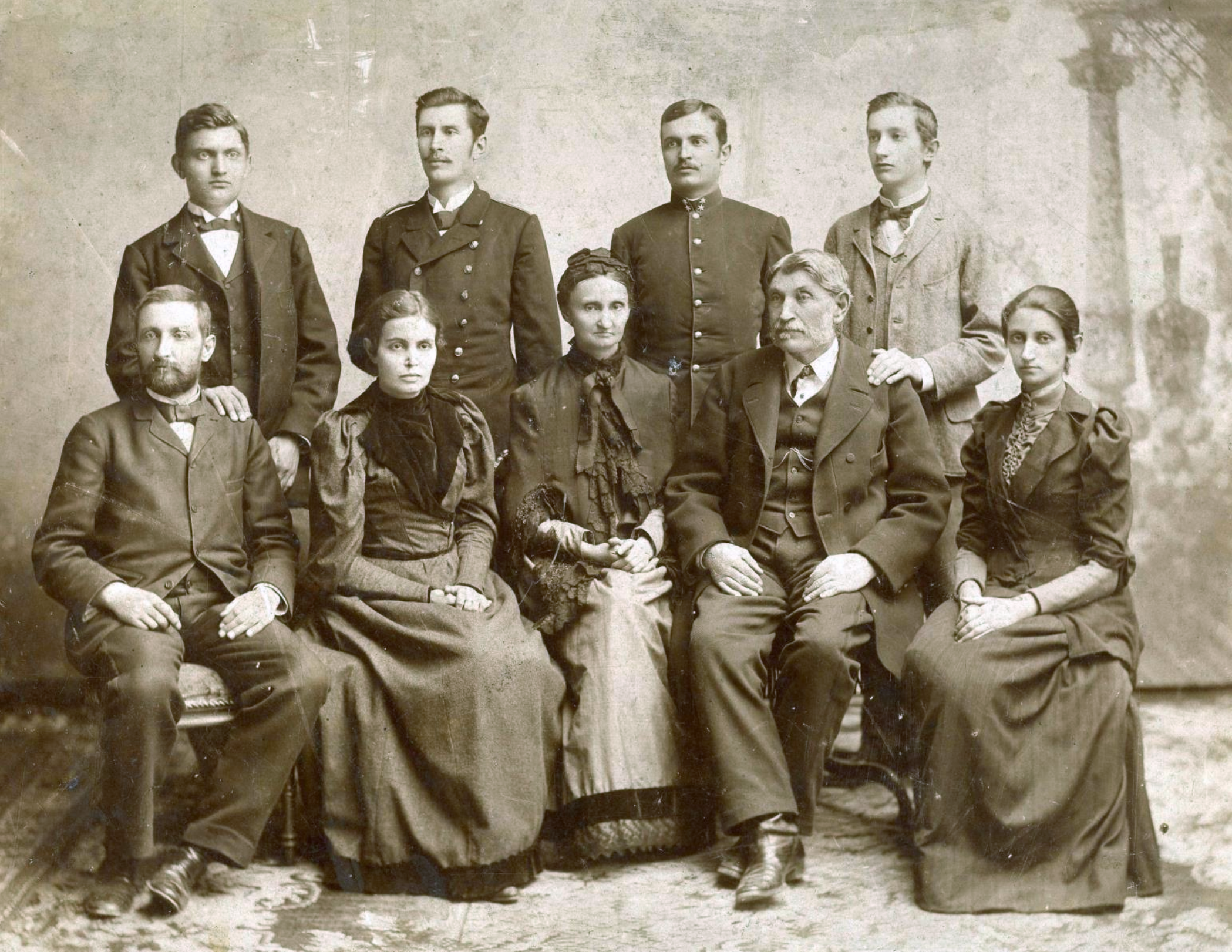
Familie Kobyljanska, 1894. Staand: Alexander, Julian, Stepan, Vladimir. Zittend: Maximilian, Eugenia, Maria (moeder), Julian (vader), Olga.
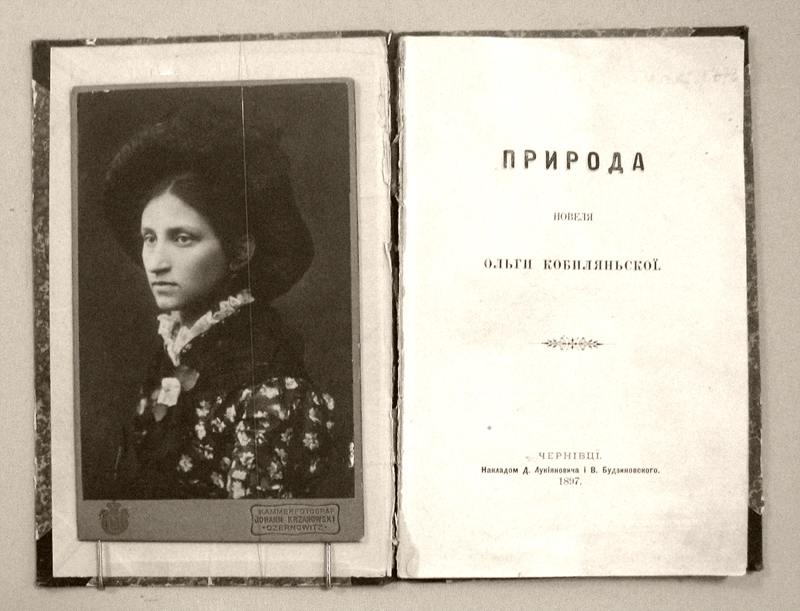
Het boek Pryroda (Природа; 'natuur'), gepubliceerd in 1897.
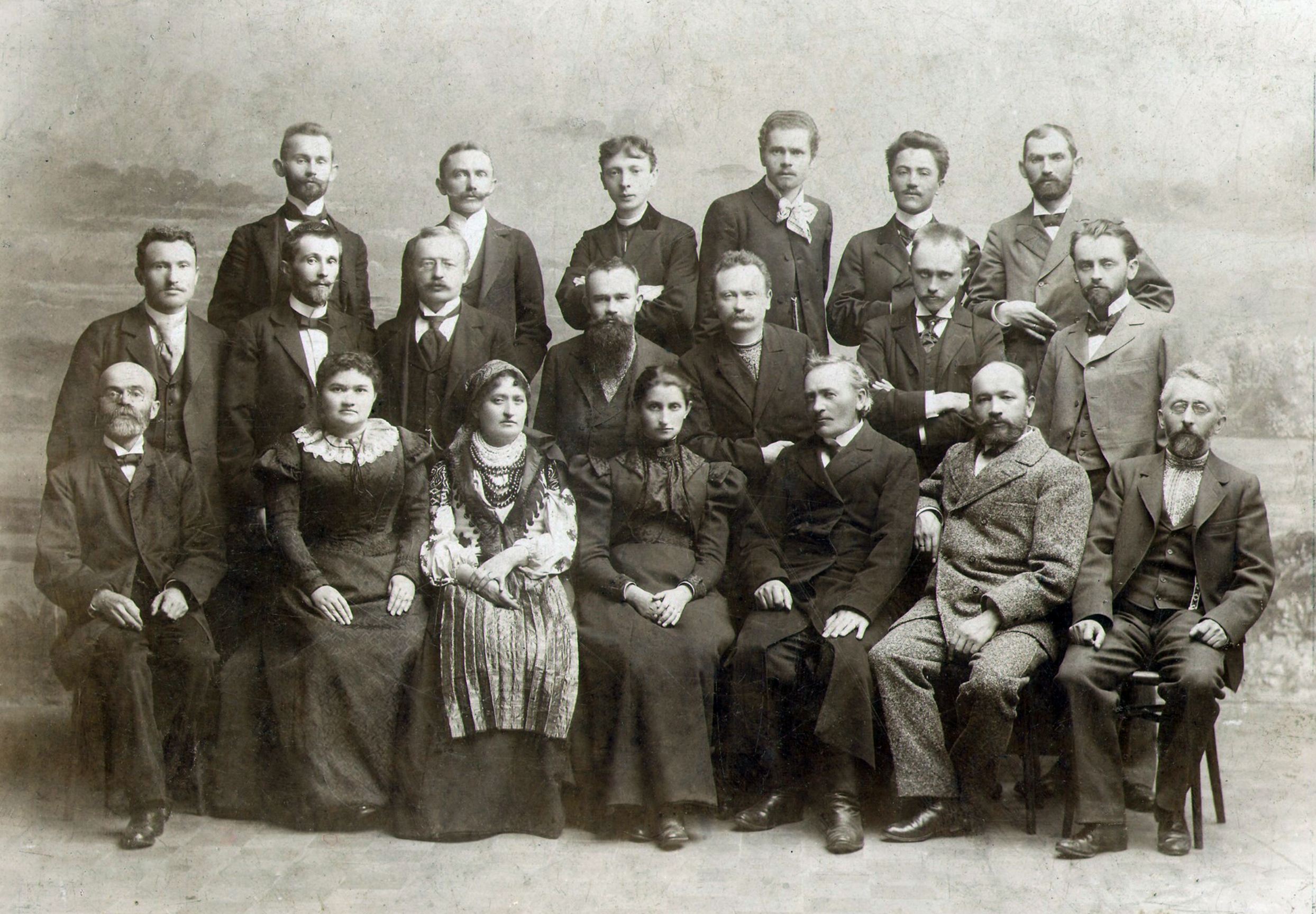
Kobyljanska op het congres van Oekraïense schrijvers in Lviv ter gelegenheid van de 100ste verjaardag van de publicatie van de Enejida (Енеїда) van Ivan Kotljarevskyj, 1898.